# 科茲利亞尼奇

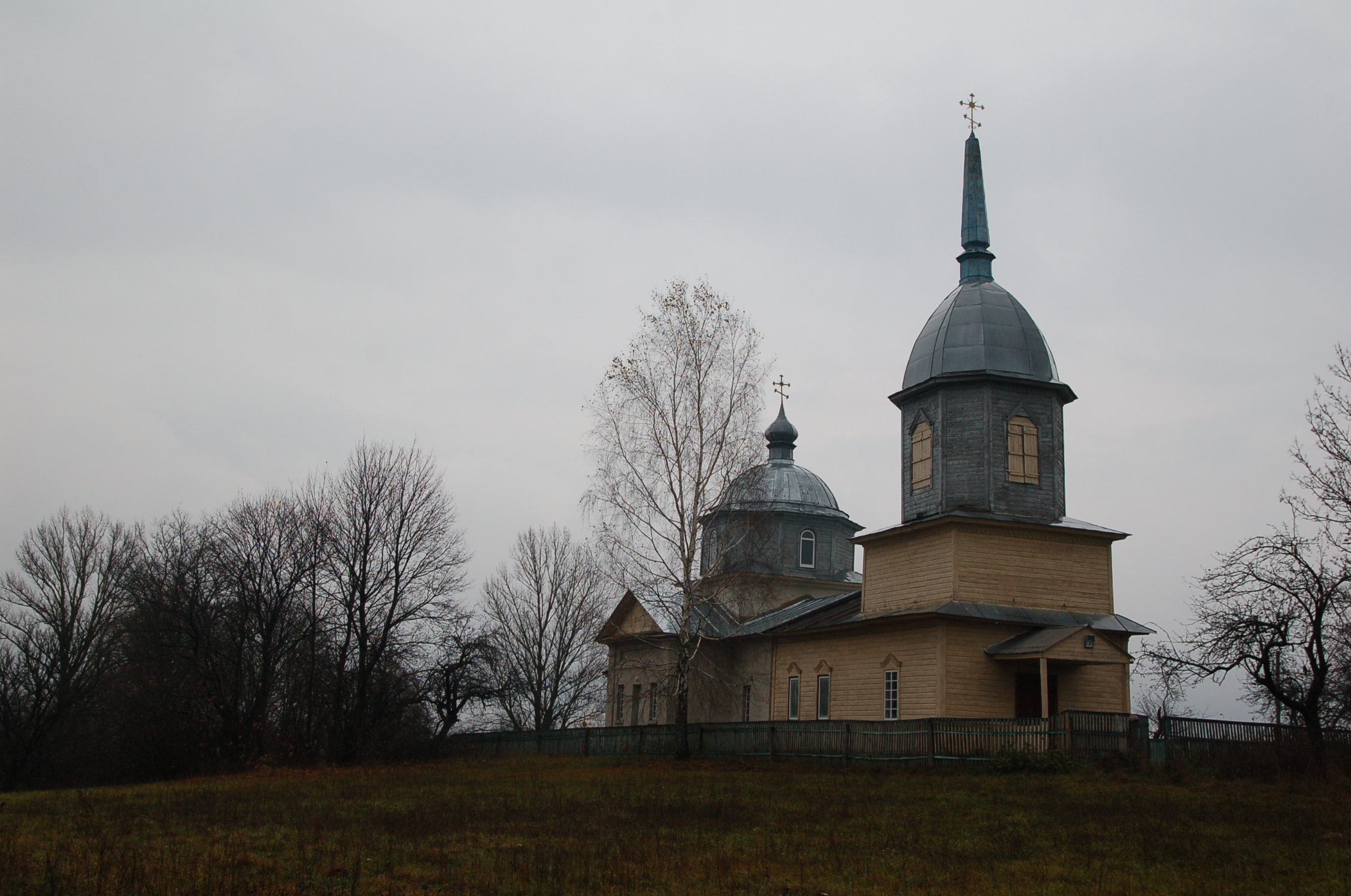

科茲利亞尼奇（烏克蘭語：Козляничі），是烏克蘭北部的村莊，隸屬切爾尼希夫州的科留基夫卡區。該村始建於1400年，面積2.04平方公里，海拔高度134米，2001年人口369，人口密度每平方公里180.9人。
51°43′31″N 32°34′5″E / 51.72528°N 32.56806°E